# Raif Badawi
Raif Badawi (Khobar, 13 gennaio 1984) è un attivista e blogger saudita, fondatore del sito Free Saudi Liberals. Per la sua attività ha subito diverse condanne da parte delle autorità saudite.

## Biografia
Per la sua attività di intellettuale e per le idee diffuse dal suo sito ha subito una prima condanna per apostasia nel 2008.
Il 30 luglio 2013 Badawi è stato condannato a sette anni di prigione e 700 frustate: pena che è stata poi portata a 1.000 colpi e dieci anni di prigione nell'appello dell'anno successivo 
.
Il suo caso è stato adottato da diverse associazioni per la difesa dei diritti umani
.
Nel gennaio 2015 è stata eseguita la prima parte della sentenza con 50 frustate
.
La reazione internazionale ha portato il Parlamento europeo ad assegnargli il premio Sakharov per la libertà di pensiero del 2015 .

## Riconoscimenti
- Premio Sakharov per la libertà di pensiero dell'Europarlamento (2015)
- Il 15 marzo 2017 in occasione della quinta Giornata europea dei Giusti gli è stato dedicato un albero nel Giardino dei Giusti di tutto il mondo di Milano[5].